# Distretto di Wanghua
Il distretto di Wanghua (望花区S, Wànghuā QūP) è un distretto della Cina, situato nella provincia di Liaoning e amministrato dalla prefettura di Fushun.